# Phygoxerotes crinitus
Phygoxerotes crinitus är en mångfotingart som beskrevs av Carl Graf Attems 1944. Phygoxerotes crinitus ingår i släktet Phygoxerotes och familjen Vaalogonopodidae. Inga underarter finns listade i Catalogue of Life.